# ميودراغ يوفانوفيتش (لاعب كرة قدم صربي)
ميودراغ يوفانوفيتش (10 يوليو 1986 في صربيا - ) هو لاعب كرة قدم صربي في مركز الدفاع. لعب مع نابريداك كروشيفاتس ونادي ميتالورغ سكوبيه ونادي أوبليتش وFK Pobeda ‏ وFK Srem ‏ وFK Mladi Obilić ‏.

## وصلات خارجية
- ميودراغ يوفانوفيتش (لاعب كرة قدم صربي) على موقع قاعدة بيانات كرة القدم.إي يو (الإنجليزية)